# Georg Johansson
Georg Johansson (23 aprile 1910 – 12 gennaio 1996) è stato un calciatore svedese, di ruolo centrocampista.